# Araneus colubrinus
Araneus colubrinus là một loài nhện trong họ Araneidae.
Loài này thuộc chi Araneus. Araneus colubrinus được miêu tả năm 1992 bởi Da-xiang Song & Zhu.